# Григорович-Барський Іван Григорович
Іва́н Григо́рович Григоро́вич-Ба́рський (січня 1713 — 11 вересня 1791) — український архітектор, представник пізнього козацького бароко (рококо). Народився в Києві[а], походив із купецького роду Григоровичів-Барських, брат мандрівника Василя Григоровича-Барського. Навчався в Києво-Могилянській академії. Працював інстигатором і, ймовірно, виконував обов'язки міського архітектора[б]. Також був депутатом Київського магістрату та батьком 15-ти дітей. Автор багатьох сакральних і цивільних споруд Києва (фонтан Самсон (1748—1749), Покровська церква (1766), церква Миколи Набережного (1772—1775), Козельця (Собор Різдва Богородиці, будинок полкової канцелярії) та інших міст і містечок України. У його пізній творчості помітний перехід до класицизму. Помер у Києві.

## Життєпис
Народився в 1713 році у Києві у родині вихідців із міста Бар на Поділлі.
Батько майбутнього архітектора був заможним крамарем і старостою соборної подільської церкви Успіння Богородиці Пирогощі. Як і його старший брат Василь, Іван навчався у Києво-Могилянській академії в 1724 — початку 1730-х років.
До роботи архітектором служив у київському магістраті (зокрема депутатом, лавником, райцем). Був відомим і як промисловець, який успішно торгував разом з синами у своїй крамниці на Подолі.
У 1744 році одружився, налагодив сімейний побут. У 1744—1748 роках проживає за межами Києва.
Спробував себе в архітектурному мистецтві вже у зрілі роки. Пройшовши вишкіл на будовах інших зодчих, зокрема, ймовірно, Йогана Шеделя, заходився творити самостійно.
З 1740-х служив інстигатором, за деякими даними, виконував обов'язки міського архітектора (про це свідчить те, що він відповідав за садибні межі, запобігаючи пожежам). Багато будівель він спорудив саме на замовлення магістрату.
У 1776 році проводив ремонт Царського палацу.
Був батьком 15 дітей. З них двоє були підприємцями: Олександр був головою цехової управи, згодом був бургомістром, помічником командира Київського озброєного міщанського корпусу. Яким володів кількома цегельнями на Подолі та на річці Либідь, лавкою батька, також був бургомістром. Іван після визнання спадкового дворянства був у військовій службі корнетом, хорунжим у Земському суді, надвірним радником, володів селом Козинець Київського повіту.
Хворів і був при смерті у травні 1785 року. Проте йому вдалося одужати і прожити ще 6 років. У 1787 році Київські Дворянські депутатські збори (на підставі свідоцтва внесеного до Книг Градських Київського воєводства) надав архітектору підтвердження його шляхетського походження.
Помер 11 вересня 1791 року у віці 78 років. Похований на Подолі біля відбудованої ним церкви Богородиці Пирогощої, точно місце його могили не встановлено. У метричній книзі собору Успіння Пресвятої Богородиці Пирогощі міста Києва за 1791 рік зберігся запис про смерть під номером 31, знайдений науковцем Л. Проценко:
|  | Преставися Іван Григорович Барский, прежде смерти исповѣди и святых тайн удостоин Погребен священником Іѡсифом Сементовским соборнѣ почину христіанскому лѣт 78. |

Дружина — Тетяна Данилівна (19 січня 1727 — 12 лютого 1792, шлюб 15 січня 1744 року), дочка київського лавника, бургомістра Данила Васильовича Чишинича-Власенка. Теща Івана Григоровича Григоровича-Барського Анастасія Василівна (уроджена Тихонович) після смерті чоловіка була намісницею Київського Вознесенського дівочого Флорівського монастиря з ім'ям Олександра. 
Діти: 
- Михайло (5 вересня 1745);
- Іуліана (16 березня 1747 — 4 липня 1749);
- Олександр (12 травня 1749 — 22 жовтня 1794), київський бургомістр, інстигатор, ремісничий голова, помічник командира Київського озброєного міщанського корпусу;
- Йоаким (10 вересня 1751 — 1815), київський бургомістр;
- Василь (5 квітня 1753 — 5[уточнити: ком.]);
- Микола (6 травня 1754 — 28 червня 1754);
- Іван (13 вересня 1755 — 1833), надвірний радник;
- Агафія (4 лютого 1757 — 3 вересня 1779);
- Параскєва (15 жовтня 1758 — 8 грудня 1758);
- Степан (23.15[уточнити: ком.]);
- Герасим (3 березня 1761 — 1769);
- Ірина (25 квітня 1762 — невідомо, у шлюбі Скородумова, потім Чижова / Чижевська);
- Тетяна (17 січня 1765 — невідомо, у шлюбі Гущина, потім Свєшнікова);
- Євдокія (5 серпня 1766 — невідомо, у шлюбі Паго);
- Анна (1 лютого 1770 — невідомо, у шлюбі Хотянівська).

## Творчість
Іван Григорович-Барський — творець оригінальних типів культових та світських споруд у Києві та інших містах України. Для творчості зодчого характерні багатство композиційних прийомів, мальовнича пластика фасадів та рослинні орнаменти в стриманому, витонченому декорі, а в історію українського мистецтва він увійшов передовсім як архітектор-новатор.

Був послідовником українського бароко, проте наприкінці творчої кар'єри перейшов до зведення церковних споруд з рисами, властивими класицизмові. Стислий перелік архітектурної спадщини зодчого міститься у начерку його епітафії:
|  | Трудившийся в разных сооружениях, воду провел в различніе места, в городе сем от различных источников спод гор, а потом строил камения церкви, колокольні і покои. Первую зділав у Кириловским монастирі, звоницею, й брамою й погребами. Церков Покровскую й Набережно-Никольскую. У Козельці церков штукатуриею украшал й тынковал, й колокольню вновь построил у Золотоношском Красногорскім монастирі, церков, колокольні у Петропавловском монастирі, у Соборноуспенском монастирі з церквою, еще магазейн городской, й гостиной дом, жилые покои греческому монастиру й Юрию Дранчеву, реперовав Воскресенскую й Успенскую, у Межигорському монастирі келій… |

Починається перелік із водогону, який він влаштував у 1748-1749 роках на Подолі. Її частиною був фонтан-запобіжник, над яким зодчий збудував вишуканий цегляний павільйон. На даху павільйону було встановлено статую апостола Андрія. Вода витікала з посудини, яку тримав янгол. Вже на початку XIX століття янгол поступився місцем Самсонові, що роздирає пащу леву.
Зодчий будував не тільки в Києві, але також виконував замовлення з різних міст та містечок України. Зокрема, на замовлення родини Розумовських разом з Андрієм Квасовим у 1752—1770 роках споруджував комплекс собору Різдва Богородиці в Козельці, багато та пишно оздоблені ліпниною. Згодом в 1772—1774 роках за кошти Петра Калнишевського збудував Петропавлівську надбрамну церкву, келії та інші споруди Межигірського монастиря, а також Спасо-Преображенський собор Красногірського монастиря в 1767—1771 роках за кошти святителя Софронія, єпископа Іркутського.
Близько 1760 проводив будівельні роботи в Кирилівському монастирі на околиці Києва. Наново декорував стародавню Кирилівську церкву, збудував монастирську огорожу, а також триярусну дзвіницю з брамою та невеликою церквою на другому ярусі. Провів реконструкцію ще однієї пам'ятки часів Київської Руси — церкви Богородиці Пирогощі, де був старостою його батько, також перебудував Воскресенську церкву на Подолі. На жаль, більшість із раніше згаданих споруд не збереглася. Так само не збереглися монументальна дзвіниця Петропавлівської церкви на сучасній Притисько-Микільській вулиці (з 1967 року там розташована військова частина) та дзвіниця Успенської церкви на Контрактовій площі (її знесли після пожежі 1811 року, за іншими даними 1835 року; контур споруди викладено бруківкою біля відтвореного храму Богородиці Пирогощої).
З наявних нині будівель Григоровича-Барського виділяється Покровська церква на однойменній вулиці, збудована ним у 1766 як парафіяльна. Ймовірно, на зодчого справила враження Андріївська церква, збудована за проектом відомого петербурзького архітектора Франческо Бартоломео Растреллі. Їх можна разом побачити з Покровської вулиці та знайти деякі спільні риси — зокрема, напівкруглі вигнуті фронтони та елементи зовнішнього оформлення, проте, як зауважив мистецтвознавець Федір Ернст, «конструкція церкви навіяна зразками українського дерев'яного будівництва». Дуже приємне враження справляють затишні ґаночки обабіч церкви.
Також на Подолі збереглася Набережно-Микільська церква на вулиці Григорія Сковороди, збудована в 1772-1775 роках. Барабан бані має оригінальний декор — на подвійні колони коринфського ордеру замість карнизу спирається ряд напівкруглих архівольтів. Цілком можливо, що цю форму архітектор запозичив із зображення альтанки на одному з малюнків свого брата, мандрівника Василя Григоровича-Барського. Вигляд будівлі було дещо змінено перебудовою бані після пожежі 1811 року, в якій також загинув весь первісний інтер'єр.
Зберігся, хоч і дуже перебудований, «городской магазин» — колишній хлібний склад по вулиці Братській, 2, збудований архітектором на замовлення магістрату в 1766-1769 роках на випадок неврожаю.
Також у 1760-х збудував старий гостиний двір біля Межигірської вулиці, який мав форму каре. Проте його, як і келії Грецького монастиря та будинок Юрія Дранчева, що стояли на Контрактовій площі, давно втрачено.
Після викупу магістратом всіх київських маєтностей Биковських, у 1780-х на його замовлення він проводив перебудову будинку Биковських, яка завершилася в 1791 році, після чого за рішенням магістрату там було розташовано божевільню.
Деякі споруди традиційно приписують зодчому через близькість до його стильової манери — зокрема, дзвіницю Ближніх печер Лаври, залишки церкви Костянтина та Єлени на розі вулиць Щекавицької та Кирилівської, Михайлівську церкву у Воронежі Сумської області тощо.

Його творчість відіграла помітну роль у розвитку українського бароко другої половини XVIII століття. На думку Б. Яремченка,
|                 | Вирісши під впливом народної творчості і прекрасно засвоївши всі елементи українського бароко, Григорович-Барський ніколи не був простим наслідувачем, а прагнув зберегти творчу індивідуальність, історичні традиції української архітектури. Водночас в його творчості відбилися сучасні художні течії, яскравими представниками яких були такі видатні майстри, як Шедель, Растреллі, брати Квасови, Ковнір, Старченко... Іван Григорович-Барський наблизив українське архітектурне мистецтво до кращих зразків європейської культури. [...] Різнобічна й плодотворна діяльність великого майстра відіграла помітну роль у визначенні художнього обличчя української архітектури XVIII ст. |
| — Б. Яремченко, | |

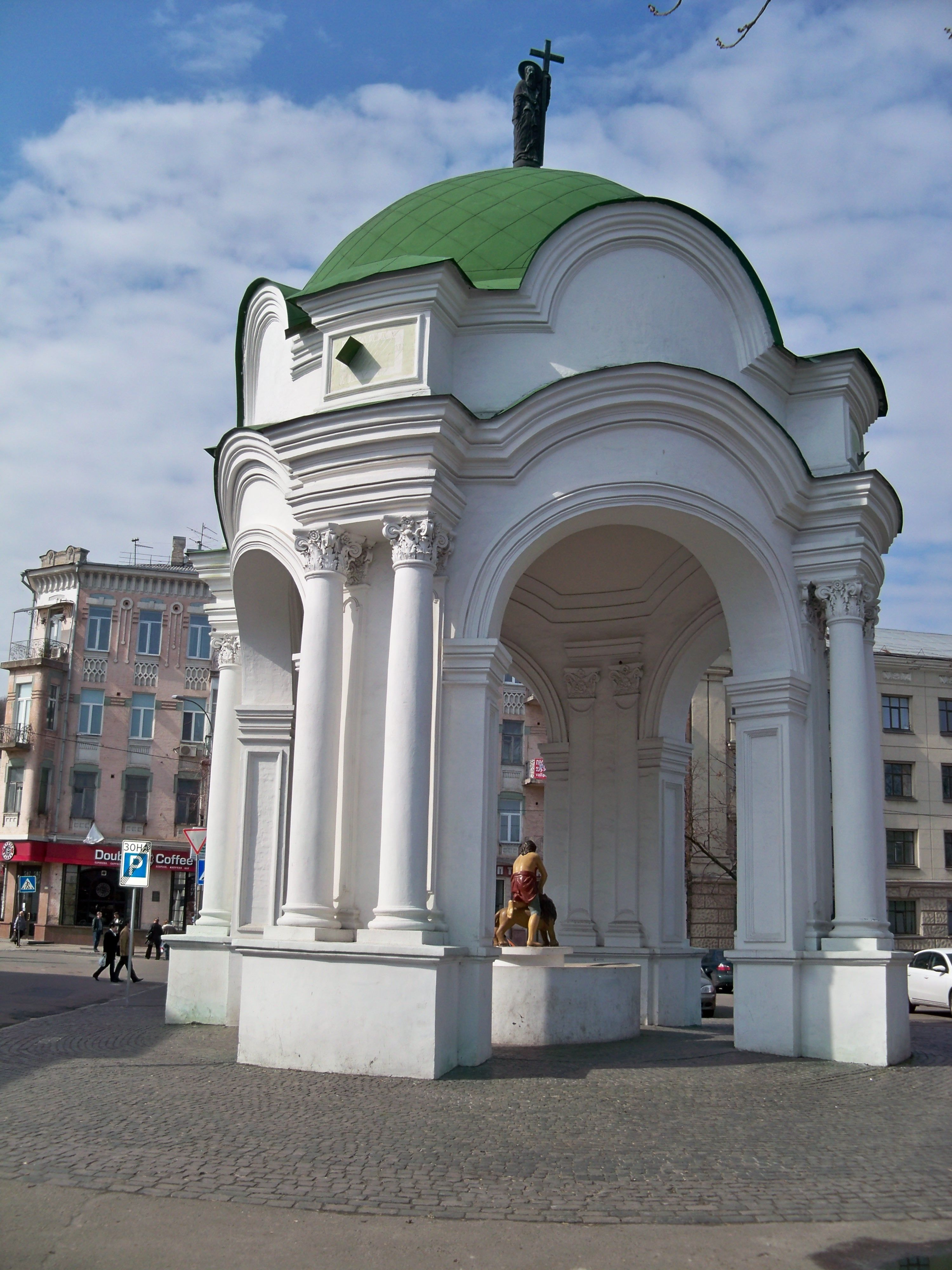
Самсон (фонтан)
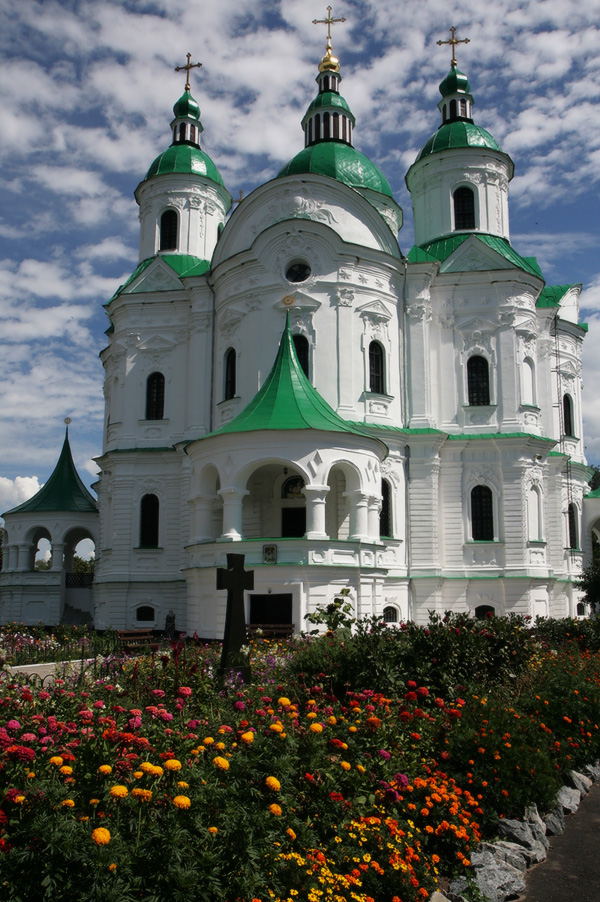
Собор Різдва Богородиці (Козелець)
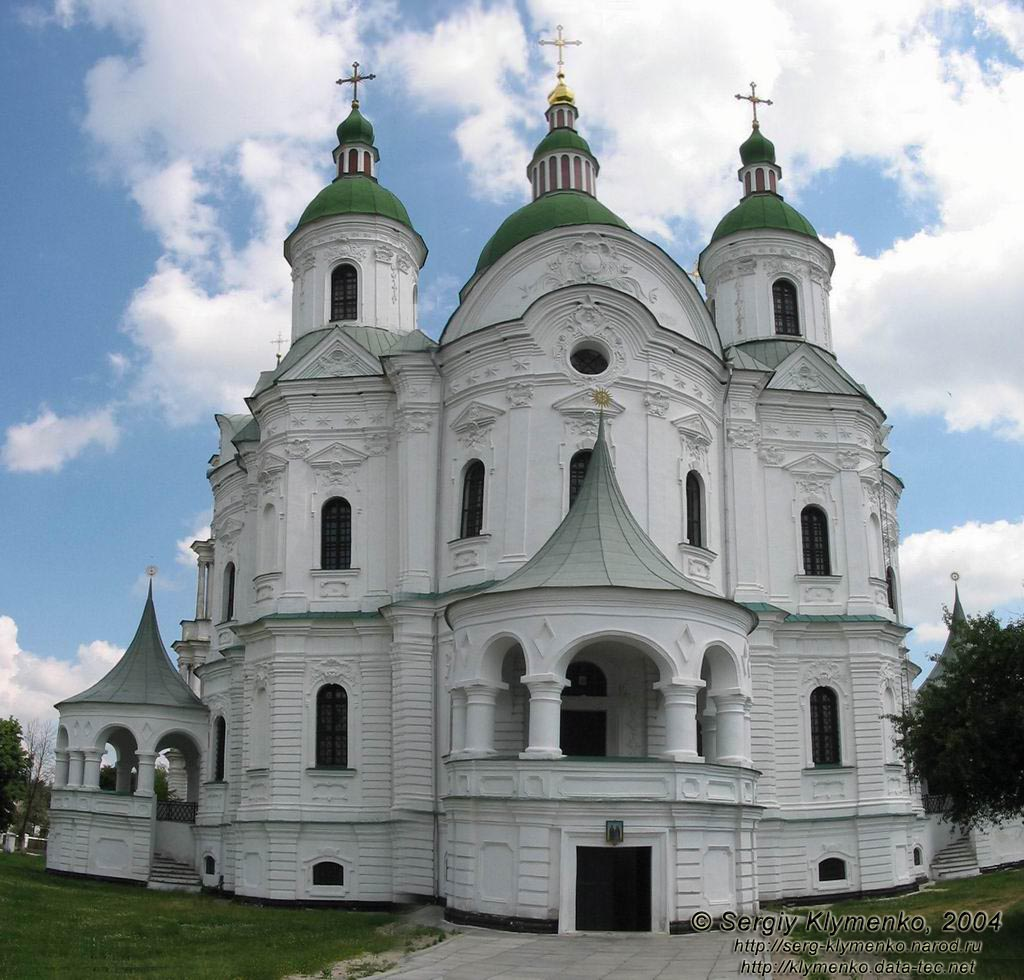
Собор Різдва Богородиці (Козелець)
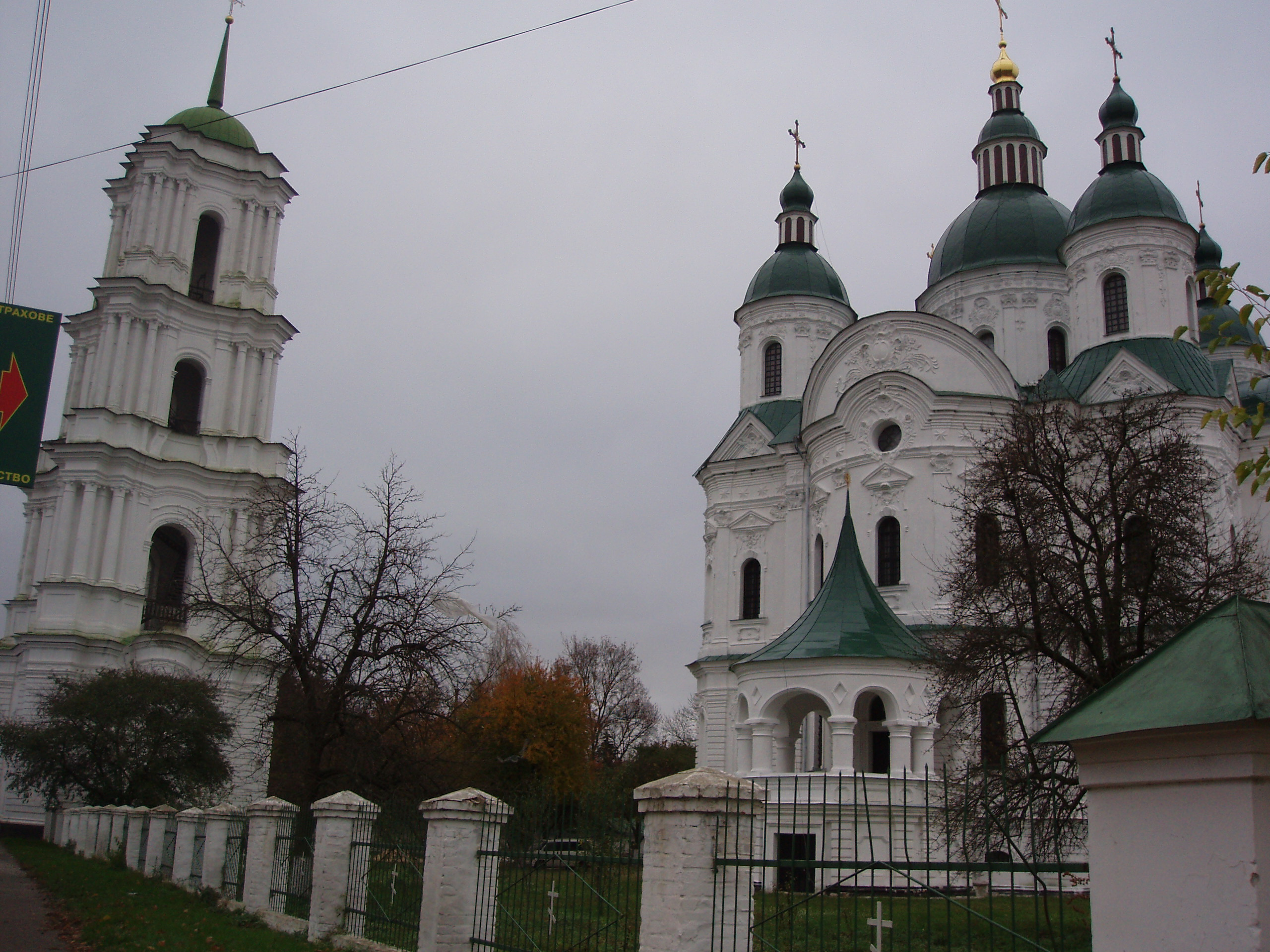
Собор Різдва Богородиці (Козелець). Храмовий комплекс — собор та дзвіниця. 2008
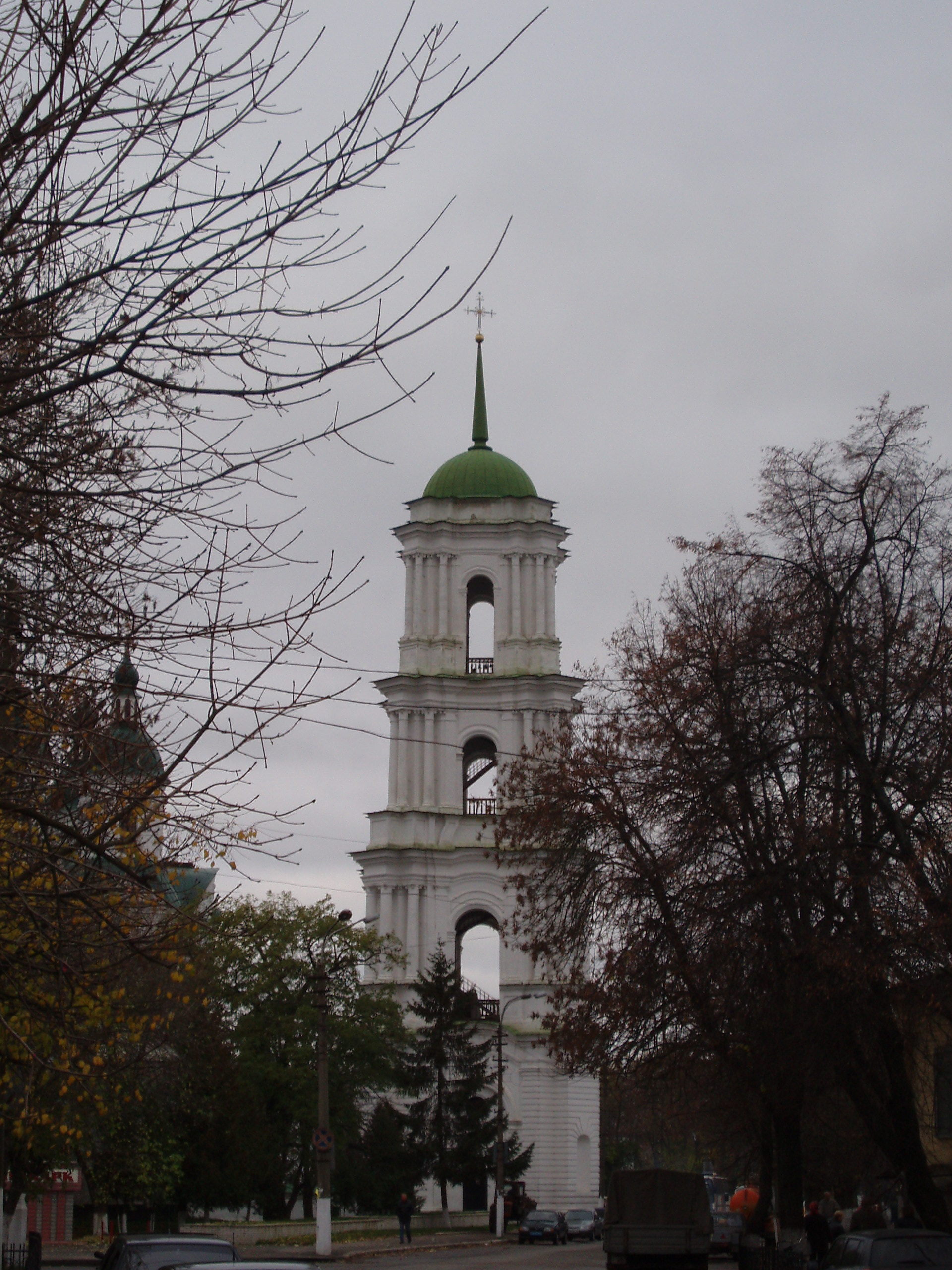
Собор Різдва Богородиці (Козелець). Дзвіниця
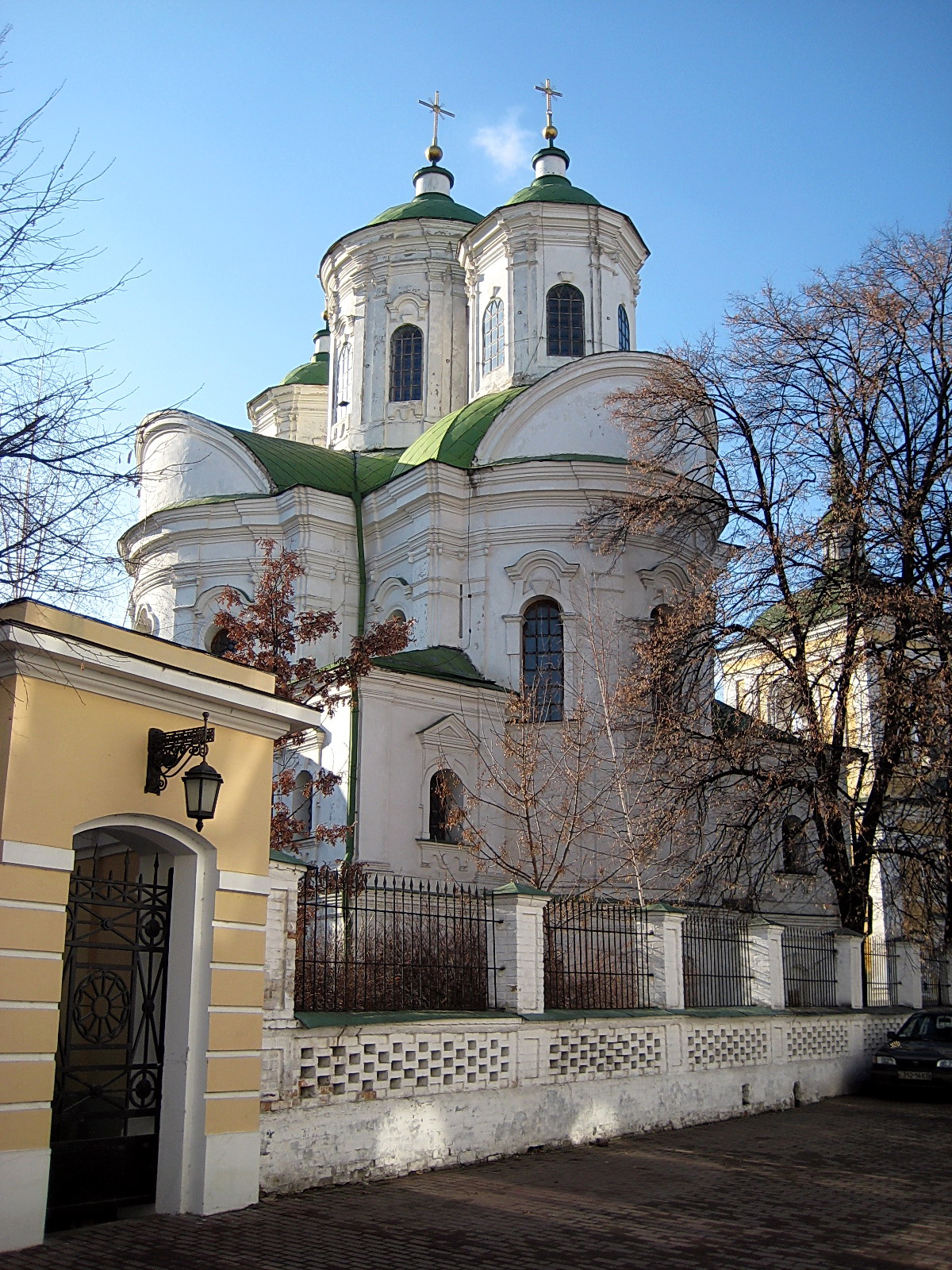
Свято-Покровська Подільська церква (Київ)
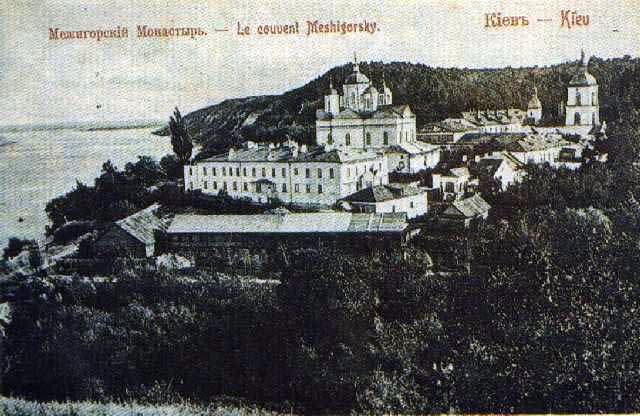
Межигірський монастир
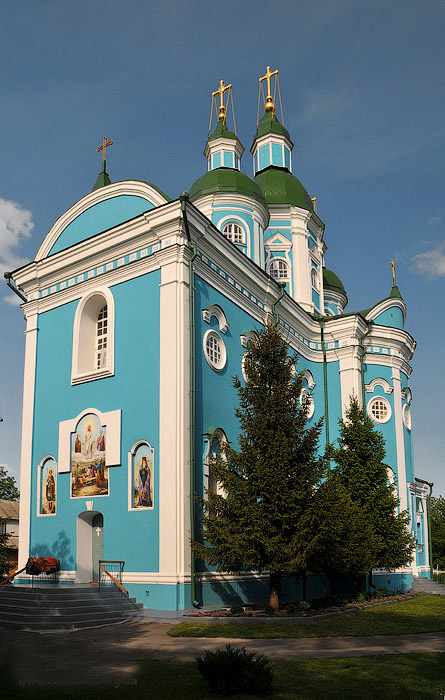
Покровський Красногірський жіночий монастир

## Творча спадщина

### Збережена
| Назва                                                       | Місцерозташування                           | Час спорудження або перебудови | Коментар | Фото |
| ----------------------------------------------------------- | ------------------------------------------- | ------------------------------ | --- | ---- |
| Трапезна церква Софійського монастиря                       | Київ, місто Ярослава                        | 1769                           | Перебудована після пожежі. В 1822 та 1869–1872 зазнавала подальших перебудов та прибудов. Під час реставрації в 1970 році частково повернуті первісні форми.                                                                                |      |
| Міський водогін із фонтаном «Феліціан»                      | Київ, Поділ                                 | 1748–1749                      | Знищений 1934 року, відбудований 1982 року. |      |
| Покровська церква                                           | Київ, Поділ                                 | 1766–1772                      | Первісно була двоярусною, проте під час пожежі завалилися склепіння першого поверху. |      |
| Церква Миколи Набережного                                   | Київ, Поділ                                 | 1772–1775                      | Баня перебудована після пожежі 1811 року, тоді ж втрачено первісний інтер'єр. |      |
| Бурса Києво-Могилянської академії                           | Київ, Поділ                                 | 1760–1778                      | Первісно була дерев'яною на кам'яному фундаменті, у 1809–1811 за проектом Андрія Меленського було надбудовано другий поверх. |      |
| Запасний хлібний магазин (міське зерносховище)              | Київ, Поділ                                 | 1756–1766 або 1756–1769        | Значно постраждало під час пожежі, відбудоване за проектом Андрія Меленського в 1811—1812 роках. 1837 року передане під пересильну в'язницю, 1875 року передане Олександрівському ремісничому училищу, 1892—1893 надбудовано третій поверх. |      |
| Муровані брама та огорожа коло Іллінської церкви            | Київ, Поділ                                 | 1755                           | [ 14 ] |      |
| Житловий будинок Яна Биковського[в]                         | Київ, Поділ                                 | 1791                           | Перебудований. |      |
| Дзвіниця церкви Миколи Доброго                              | Київ, Поділ                                 | 1781                           | Перебудована. |      |
| Кирилівська церква                                          | Київ, Дорогожичі                            | 1748–1760                      | Перебудована. |      |
| Мурована огорожа Кирилівського монастиря з брамою та вежами | Київ, Дорогожичі                            | 1748–1760                      | Більша частина огорожі з брамою та трьома вежами зруйнована в 1937 році, збереглася лише невелика частина стіни з однією вежею. |      |
| Собор Різдва Богородиці                                     | Чернігівська область, Козелець              | 1752–1763                      | Збудований разом з Андрєм Квасовим на замовлення Розумовських. |      |
| Дзвіниця собору Різдва Богородиці                           | Чернігівська область, Козелець              | 1766–1770                      | Двоярусне барокове завершення було знищене пожежею 1848 року. |      |
| Будинок полкової канцелярії                                 | Чернігівська область, Козелець              | 1753–1758 або 1759–1765        | Збудований на замовлення полковника Київського козацького полку Юхима Дарагана. |      |
| Спасо-Преображенський собор Красногірського монастиря       | Черкаська область, Бакаївка коло Золотоноші | 1767–1771                      | Збудований за кошти святителя Софронія, єпископа Іркутського. |      |

### Втрачена
| Назва                                                            | Місцерозташування               | Час спорудження або перебудови    | Час зруйнування | Примітка/Коментар | Фото                                           |
| ---------------------------------------------------------------- | ------------------------------- | --------------------------------- | --------------- | --- | ---------------------------------------------- |
| Старий гостиний двір                                             | Київ, Поділ                     | 1778                              |                 | Знаходився навпроти Воскресенської церкви, мав форму каре. | [Архівовано 20 серпня 2019 у Wayback Machine.] |
| Келії Грецького монастиря                                        | Київ, Поділ                     | 1766                              |                 | Були одноповерховими з двоповерховим ризалітом. |                                                |
| Будинок Юрія Дранчева                                            | Київ, Поділ                     | 1776                              |                 | Був двоповерховим. В будинку з 1785 року була розташована міська контора Асигнаційного банку, з 1789 року міський поштамт. До 1803 року в будинку розташовувалося Головне народне училище Київської губернії. Будинок пережив Подільську пожежу.                                                                       | [Архівовано 20 серпня 2019 у Wayback Machine.] |
| Будинок Івана Григоровича-Барського                              | Київ, Поділ                     | XVIII століття                    |                 | Будинок пережив Подільську пожежу. | [Архівовано 20 серпня 2019 у Wayback Machine.] |
| Петропавлівська церква                                           | Київ, Поділ                     | 1744–1750                         | 1935            | Перебудована. Первісно це був костел домініканського монастиря, збудований в 1600–1640-х роках. У 1786–1811 – грецька церква. |                                                |
| Дзвіниця Петропавлівської церкви                                 | Київ, Поділ                     | 1744–1750 або 1761–1763           | 1935            | Первісне барокове завершення бані, пошкоджене внаслідок Подільської пожежі, було замінене банею зі шпилем в стилі ампір. |                                                |
| Келії Києво-Братського монастиря                                 | Київ, Поділ                     | 1781                              |                 | [ 17 ] |                                                |
| Корпус викладачів Києво-Могилянської академії                    | Київ, Поділ                     | 1781                              |                 | [ 17 ] |                                                |
| Церква Богородиці Пирогощої                                      | Київ, Поділ                     | 1752–1772 або 1779                | 1935            | Перебудована. Була частково зруйнована в результаті пожеж, 1809 року завалилася баня. Після цього перебудована Андрієм Меленським у стилі класицизм, храм став знову однобанним. 1835 року над входом надбудували дзвіницю в стилі ампір. Після руйнування в 1935 відбудована в 1997–1998 роках у формах XII століття. |                                                |
| Дзвіниця Церкви Богородиці Пирогощої                             | Київ, Поділ                     | 1751–1762 або 1782                | 1811 або 1835   | . Офіційною причиною знесення було те, що вона нібито заважає вуличному рухові. |                                                |
| Воскресенська церква                                             | Київ, Поділ                     | 1760                              | 1935            | Перебудована. 1809 року за проектом архітектора Андрія Меленського було прибудовано дзвіницю. Дуже постраждала під час пожежі 1811 року. |                                                |
| Магістратський поштовий двір                                     | Київ, Поділ                     | XVIII століття (не раніше 1740-х) |                 | Зображений на плані 1786 року, знаходився на розі сучасних Спаської вулиці та Контрактової площі. Був двоповерховим. | [ 3 ]                                          |
| Благовіщенська надбрамна церква-дзвіниця Кирилівського монастиря | Київ, Дорогожичі                | 1748–1760                         | 1937            | Після пожежі 1849 року отримала півсферичний класицистичний купол. З 1999 року внесена в програму відтворення видатних храмів України. |                                                |
| Трапезна з церквою Василя Великого Кирилівського монастиря       | Київ, Дорогожичі                | 1748–1749                         |                 | . Згідно деяких джерел, тотожна Благовіщенській надбрамній церкві-дзвіниці. |                                                |
| Келії Кирилівського монастиря                                    | Київ, Дорогожичі                | 1748–1760                         | 1937            | |                                                |
| Будинок архімандрита Кирилівського монастиря                     | Київ, Дорогожичі                | 1748–1760                         |                 | |                                                |
| Петропавлівська надбрамна церква Межигірського монастиря         | Київська область, Нові Петрівці | 1772–1774                         | 1935            | Побудована на кошти Петра Калнишевського. |                                                |
| Корпус братських келій Межигірського монастиря                   | Київська область, Нові Петрівці | 1764 або 1766                     | 1935            | . Побудовані на кошти Петра Калнишевського. |                                                |

### Сумнівна
Кілька споруд традиційно приписують зодчому через близькість до його стильової манери, проте документальних підтверджень цьому не знайдено. Зокрема, серед них:
| Назва                                       | Місцерозташування              | Час спорудження або перебудови | Примітки | Фото |
| ------------------------------------------- | ------------------------------ | ------------------------------ | --- | ---- |
| Церква Святих Костянтина та Єлени           | Київ, Поділ                    | 1747–1757                      | Перебудована. Також добудовані церква святого Дмитрія, галерея та дзвіниця. 1797 року надбудовано другий ярус дзвіниці. Ще раз перебудована 1865 року. Більшість будівель зруйновано перед 1930 роком, вціліла лише церква святого Дмитрія. |      |
| Будинок ігумена Києво-Могилянської академії | Київ, Поділ                    | 1781                           | . У 1821 році перебудований Андрієм Меленським, первісне планування втрачене. |      |
| Дзвіниця Ближніх печер                      | Київ, Печерськ                 | 1759-1762                      | Дзвіницю будував лаврський зодчий Степан Ковнір, проте деякі дослідники приписують авторство проекту Івану Григоровичу-Барському, документально його авторство не підтверджене.                                                             |      |
| Дзвіниця Дальніх печер                      | Київ, Печерськ                 | 1754–1761                      | Дзвіницю будував лаврський зодчий Степан Ковнір, проте деякі дослідники приписують авторство проекту Івану Григоровичу-Барському. Також серед авторів проекту називають Йогана-Ґоттфріда Шеделя, Петра Нейолова або власне Ковніра.         |      |
| Трьохсвятительська церква                   | Чернігівська область, Лемеші   | 1755–1760                      | Храм зведений над могилою Григорія Розума (Лемеша). Також припускають, що автором проекту міг бути Андрій Квасов або Семен Карін. |      |
| Церква Іоана Богослова                      | Чернігівська область, Ніжин    | 1752                           | Збудована за кошти грека Івана Тернавіота. |      |
| Свято-Воскресенська церква                  | Чернігівська область, Чернігів | 1772–1775                      | Подібна за оздобленням та формами. |      |
| Михайлівська церква                         | Сумська область, Вороніж       | 1776–1781                      | В оздобленні широко застосовані горельєфи. 1890 року прибудована дзвіниця. |      |
| Церква Успіння Пресвятої Богородиці         | Вінницька область, Бар         | 1755–1757                      | Існує версія, що Іван Григорович-Барський причетний до спорудження цього храму, проте підтверджень цьому не знайдено. |      |

### Креслення
Донедавна не було відомо про збережені креслення архітектора. Проте серед інших креслень у збірнику XVIII століття, опублікованому в 2000 році, було виявлене креслення «постоваго дому» (поштамту), підписане Григоровичем-Барським. Воно може бути датоване не раніше кінця 1740-х років. Станом на травень 2019 року це єдине відоме креслення зодчого.

### Архітектурні ансамблі
|                                              |
| Комплекс собору Різдва Богородиці в Козельці |

|                                                                            |
| Кирилівський монастир на однойменному малюнку Ф. Солнцева (акварель), 1843 |

|                                  |
| Ансамбль Кирилівського монастиря |

|                                                                          |
| Ансамбль Межигірського монастиря, Нові Петрівці, в середині XIX століття |

## Вшанування пам'яті

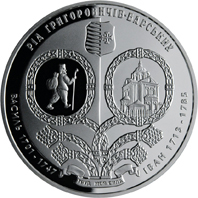
Срібна монета «Родина Григоровичів-Барських»

У 1981 році в Києві на честь Івана Григоровича-Барського назвали вулицю.
У 1996 році «Укртелефільм» зняв документальний фільм «Іван Григорович-Барський» (режисер Валентин Соколовський) з циклу «Архітектори Києва».
26 серпня 2011 року випущена срібна монета «Родина Григоровичів-Барських» номіналом 10 гривень, при цьому на монеті вказано помилкову дату смерті Івана Григоровича-Барського — 1785 рік замість 1791.
20 грудня 2013 року був введений в обіг поштовий конверт з оригінальною маркою «Іван Григорович-Барський. 1713—1791». На пам'ятний конверт помилково потрапив портрет письменника Дмитра Григоровича.
У Красногірському монастирі, де він збудував церкву, архітекторові встановлено пам'ятний хрест.
У грудні 2015 року у місті Бар Вінницької області одну із вулиць названо на честь Григоровичів-Барських.

## Портрет

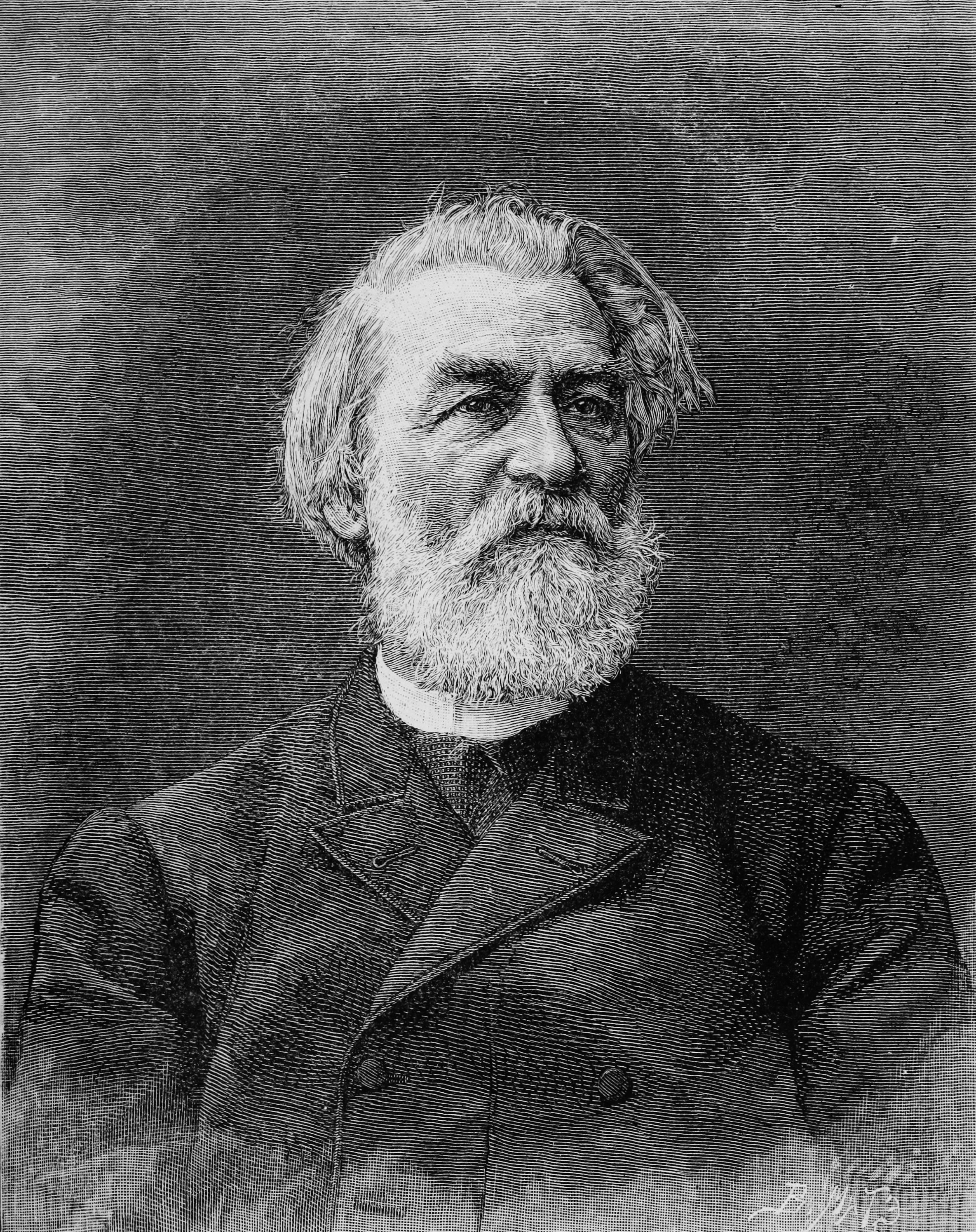
Портрет Дмитра Григоровича, помилково вважається фотопортретом Івана Григоровича-Барського

Деякі джерела, зокрема «Історія України: практичний довідник» та бібліотека КНУБА, подають портрет російського письменника Дмитра Григоровича як портрет Григоровича-Барського. У 2013 році цей портрет потрапив на пам'ятний конверт.
Ще одна світлина подається в різних джерелах як світлина Івана або Василя Григоровича-Барського. Проте необхідно зазначити, що фотографію як таку винайшли в першій половині XIX століття.

### Загальні посилання
1. 1 2 3 4 5 6 7 8  Григорович-Барський Іван Григорович. Національний університет "Києво-Могилянська академія". Архів оригіналу за 25 січня 2019. Процитовано 24 січня 2019.
2. 1 2 3 4 5 6 7 8  І. Войцехівська, Н. Герасименко, О. Гуржій, І. Діптан, С. Єкельчик, А. Іваненко, М. Котляр, М. Палієнко, В. Панашенко, В. Пащенко, Н. Пономаренко, О. Путро, В. Ревегук, П. Сас, Г. Сергієнко, В. Смолій, В. Щербак, Н. Яковенко, Б. Яремченко, В. Замлинський (керівник) (1993). Історія України в особах, IX–XVIII ст. Київ: "Україна". с. 385—387. ISBN 5-319-01062-1.
3. 1 2 3 4  Юрченко, С. Б. (17.04.2016). Маловідоме креслення Івана Григоровича-Барського (PDF). Наукова електронна бібліотека періодичних видань НАН України. Архів оригіналу (PDF) за 26 березня 2022.
4. ↑  МАРІЇНСЬКИЙ ПАЛАЦ. Інститут історії України. Архів оригіналу за 25 січня 2019. Процитовано 23 квітня 2019.
5. ↑  Родина Григоровичів-Барських. Національна бібліотека України імені В. І. Вернадського. Архів оригіналу за 23 березня 2019. Процитовано 19 травня 2019.
6. 1 2  Іван Григорович Григорович-Барський. Бібліотека КНУБА. Архів оригіналу за 25 січня 2019. Процитовано 24 січня 2019.
7. ↑  Метрична книга собору Успіння Пресвятої Богородиці Пирогощі міста Києва за 1791 рік. ЦДІАК України. Ф. 127, оп. 1012, спр. 946, арк. 46 зв.
8. 1 2  IV. Домашній лѣтописецъ Барскихъ (PDF). Библиотека "Голубинский" (рос.). Архів (PDF) оригіналу за 2 травня 2025. Процитовано 14 березня 2024.
9. ↑  Київ м Київ м Контрактова площа Фонтан “Самсон”. Прадідівська слава. Архів оригіналу за 28 травня 2019. Процитовано 28 травня 2019.
10. 1 2  Козелець смт Собор Різдва богородиці 2000 р. Пам’ятки архітектури та містобудування України. Прадідівська слава. Архів оригіналу за 14 травня 2019. Процитовано 14 травня 2019.
11. 1 2 3  Межигір'я як унікальна археологічна пам'ятка. Історична правда. Архів оригіналу за 14 травня 2019. Процитовано 14 травня 2019.
12. 1 2  Бакаївка. Красногірський Покровський монастир | Україна Інкогніта. Україна Інкогніта. Архів оригіналу за 14 травня 2019. Процитовано 14 травня 2019.
13. 1 2  Київ м Київ м Теліги вул. Монастир св.Кирила 1999 р. Звід пам’яток Києва. Прадідівська слава. Архів оригіналу за 13 травня 2019. Процитовано 13 травня 2019.
14. 1 2 3 4 5 6 7 8 9 10 11 12 13 14  Парнікоза, Іван. Храми та монастирі Києвоподолу у 1750–1800-х. Мислене древо. Архів оригіналу за 11 січня 2019. Процитовано 10 січня 2019.
15. ↑  День відкритих дверей у військовій частині 3030. НГУ. Архів оригіналу за 16 жовтня 2018. Процитовано 21 травня 2019.
16. 1 2 3  Публікації. Київ. Провідник. Петрівка (кол. Поділ). Покровська церква. Архитектор Павел Алешин. Архів оригіналу за 13 травня 2019. Процитовано 13 травня 2019.
17. 1 2 3 4 5 6 7 8 9 10  Парнікоза, Іван. Поділ бароковий: Києвоподіл в 1719–1799 рр. Мислене древо. Архів оригіналу за 11 січня 2019. Процитовано 10 січня 2019.
18. 1 2  Хлібної магістратської крамниці, Олександрівського ремісничого училища комплекс, 18— 20 ст. Звід історії пам'яток Києва. Архів оригіналу за 25 січня 2019. Процитовано 24 січня 2019.
19. 1 2  Дом Петра I. relax.com.ua (російською) . Архів оригіналу за 14 травня 2019. Процитовано 14 травня 2019.
20. 1 2  Київ м Мазепи вул. Дзвіниця (№ 38) 2000 р. Пам’ятки архітектури та містобудування…. Прадідівська слава. Архів оригіналу за 13 травня 2019. Процитовано 13 травня 2019.
21. 1 2  Парнікоза, Іван. Храми та монастирі Києвоподолу у 1720-1750-х рр. Мислене древо. Архів оригіналу за 13 травня 2019. Процитовано 13 травня 2019.
22. 1 2  Вороніж смт Церква св.Михаїла 2000 р. Пам’ятки архітектури та містобудування України. Прадідівська слава. Архів оригіналу за 14 травня 2019. Процитовано 14 травня 2019.
23. ↑  Отченашко, Віталій. Трапезна (Тепла, або Мала Софія), 1722–30. Звід пам'яток історії та культури. Архів оригіналу за 2 квітня 2015. Процитовано 14 січня 2019.
24. ↑  Історія КМА. Національний університет «Києво-Могилянська академія». Архів оригіналу за 29 серпня 2018.
25. ↑  Київ м Київ м Теліги вул. Наріжна башта мурів. Прадідівська слава. Архів оригіналу за 13 травня 2019. Процитовано 23 травня 2019.
26. ↑  Козелець смт Дзвіниця 1986 г. Памятники градостроительства и архитектуры. Прадідівська слава. Архів оригіналу за 17 травня 2019. Процитовано 17 травня 2019.
27. 1 2  Петропавлівська церква. Архів оригіналу за 22 червня 2014. Процитовано 23 травня 2019.
28. 1 2  Київ м Київ м Теліги вул. Надбрамна дзвіниця. Прадідівська слава. Архів оригіналу за 13 травня 2019. Процитовано 23 травня 2019.
29. ↑  Отченашко, Віталій. Будинок ігумена, 1781. Звід Історії Памяток Києва. Архів оригіналу за 18 травня 2019. Процитовано 18 травня 2019.
30. ↑  Київ м Київ м Мазепи вул. Дзвіниця (№ 62) 2000 р. Пам’ятки архітектури та містобудування…. Прадідівська слава. Архів оригіналу за 17 травня 2019. Процитовано 17 травня 2019.
31. ↑  Трьохсвятительська церква у Лемешах. Інтер'єри. Україна Інкогніта. Архів оригіналу за 17 травня 2019. Процитовано 17 травня 2019.
32. ↑  Церква Іоанна Богослова, Ніжин. UA.IGotoWorld.com. Архів оригіналу за 23 травня 2019. Процитовано 23 травня 2019.
33. ↑  Свято-Воскресенська церква у Чернігові. Чернігівський Формат. 16 січня 2015. Архів оригіналу за 23 травня 2019. Процитовано 23 травня 2019.
34. ↑  Пам’ятки історії та культури. Барська районна бібліотека. Архів оригіналу за 19 червня 2017. Процитовано 23 травня 2019.
35. ↑  Перлина духовності Поділля. Вінницька єпархія ПЦУ. Архів оригіналу за 23 травня 2019. Процитовано 23 травня 2019.
36. ↑  Рішення виконавчого комітету Київської міської Ради народних депутатів від 3 квітня 1981 року № 583 «Про найменування нових вулиць на житловому масиві Південна Борщагівка» // Державний архів м. Києва. Ф. Р-1. Оп. 8. Спр. 2350. Арк. 229–231. [Архівовано з першоджерела 18 жовтня 2013.]
37. ↑  Історія Києва, Іван Григорович Барський
38. ↑  Монета Родина Григоровичів-Барських 10 грн., ціна, графік і динаміка зміни ціни, опис, зображення. www.ua-coins.info. Архів оригіналу за 29 травня 2019. Процитовано 29 травня 2019.
39. 1 2  20.12.2013 вводиться в обіг художній поштовий конверт з оригінальною маркою: «Іван Григорович-Барський. 1713-1791» (КОМ 273, ОМК 268). Львівське обласне товариство Асоціації філателістів України. Архів оригіналу за 18.11.2016. Процитовано 23 травня 2019.
40. ↑  Монастыри Черкащины. Золотоноша. UnexploredCity (російською) . Архів оригіналу за 14 травня 2019. Процитовано 14 травня 2019.
41. ↑  Куц, Тетяна. У Бару вулиці стануть Каштановими, а провулки Затишними. Новини Вінниці | ВЛАСНО.info. Архів оригіналу за 11 серпня 2019. Процитовано 15 серпня 2019.
42. ↑  Скирда І. М., Земерова Т. Ю. УКРАЇНСЬКІ ЗЕМЛІ в другій половині XVIII ст. - ЛІКВІДАЦІЯ РОСІЙСЬКОЮ ІМПЕРІЄЮ УКРАЇНСЬКОЇ ДЕРЖАВНОСТІ - Практичний довідник - Історія України - Земерова - Скирда. history.vn.ua. Архів оригіналу за 16 серпня 2017. Процитовано 24 травня 2019.
43. ↑  Биография Дмитрий Григорович. www.peoples.ru (рос.) . Архів оригіналу за 10 березня 2014. Процитовано 24 травня 2019.
44. ↑  ИВАН ГРИГОРОВИЧ-БАРСКИЙ - Сто великих украинцев - История Украины. history.vn.ua (рос.) . Архів оригіналу за 28 липня 2017. Процитовано 24 травня 2019.
45. ↑  Знавець далеких країн Василь Григорович-Барський. Острів знань. Архів оригіналу за 26 березня 2019. Процитовано 24 травня 2019.

### Виноски
а. ^ Помилково[джерело?] вважається, що переїзд сім'ї до Києва з Літковичів стався в 1715 році. Але насправді, у знаменитому власному листі Івана Григоровича-Барського до В.Г.Рубана (див. стор. IX—X: "Пешеходца Василия Григоровича-Барскаго-Плаки-Албова, уроженца киевскаго, монаха антиохийскаго, Путешествие к Святым местам, в Европе, Азии и Африке находящимся, предпринятое в 1723, и окончанное в 1747 году, им самим писанное.— Изданное шестым тиснением. -В Санктпетербурге: Иждивением Императорской Академии наук, 1819.— 4° (26 см).— Предисл. В.Г.Рубана (с. III—XII ч. 1) містяться відомості про сім'ю:[якому?]родина переселилася з Литковичів до київського Печерська раніше 1710 р., під час епідемії виїхала в поля, а потім, повернувшись, оселилася на Подолі..
б. ^ Варто зауважити, що в час життя Григоровича-Барського не існувало такої посади, як головний архітектор Києва, її було засновано лише 1799 року. Втім, в обов'язки інстигатора входило стеження за маєтностями.
в. ^ Також відомий під назвами Будинок Петра І та Кам'яниця київського війта.

## Рекомендована література
- Бондаренко, Р. І. Григорович-Барський Іван Григорович. Архів оригіналу за 8 січня 2017. Процитовано 7 січня 2017. // Енциклопедія історії України : у 10 т. / редкол.: В. А. Смолій (голова) та ін. ; Інститут історії України НАН України. — К. : Наукова думка, 2004. — Т. 2 : Г — Д. — С. 201. — ISBN 966-00-0405-2.
- Історія України в особах: IX—XVIII ст. — К.:Видавництво «Україна», 1993, с. 385—387, 396.
- Невідомі факти життя і творчості Івана Григоровича-Барського / Т. Кілессо // Архітектура України. 1992. № 3 С. 52—54.
- Толочко Л. І. Подільські храми Києва / Л. І. Толочко, М. Г. Дегтярьов. — К.: Техніка, 2003. 176 с.: іл. (Нац. святині України). — Бібліогр.: с. 170—173.
- Архитектура древнего Киева / Асеев Ю. С. — Киев: Будівельник, 1982. С. 160.
- Григорович-Барський Іван Григорович (1713—1791): бібліогр. покажчик / О. В. Углова, Г. А. Войцехівська, А. О. Пучков. – Київ: ДНАББ імені В. Г. Заболотного, 2016. – с.197.